# چارلز بنت
چارلز بنت (انگلیسی: Charles Bennett (actor)؛ ۱۱ مارس ۱۸۸۹ – ۱۵ فوریه ۱۹۴۳) یک هنرپیشه اهل بریتانیا بود. او به عنوان بازیگر اضافی در برنامه های ناطق هالیوود بازی می کرد.  
از فیلم‌ها یا برنامه‌های تلویزیونی که وی در آن نقش داشته است می‌توان به همشهری کین، برداشت محصول تصادفی، خانم مینی‌ور، تعقیب تبهکار، روز شلوغ میبل، عشق جریحه‌دار شده تیلی اشاره کرد.